# Minuskel 10
Minuskel 10 (in der Nummerierung nach Gregory-Aland), ε 372 (Soden) ist eine griechische Minuskelhandschrift des Neuen Testaments auf 275 Pergamentblättern (18,9 × 15 cm). Mittels Paläographie wurde das Manuskript auf das 13. Jahrhundert datiert. Es wurde einspaltig mit je 24 Zeilen geschrieben.

## Beschreibung
Der Kodex enthält den vollständigen Text der vier Evangelien, den Eusebischen Kanon und Synaxarium.
Der griechische Text des Kodex ist zum großen Teil eine Mischung verschiedener Texttypen. 

## Geschichte
Die Handschrift stammt aus Byzanz. Gemäß der Inschrift wurde es 1439 der Bibliothek für Kirchenrecht in Verona von Dorotheus Erzbischof von Mitylene übergeben, als er 1438 das Konzil von Florenz besuchte. Ursprünglich gehörte das Manuskript Jean Hurault Boistaller (wie auch 9, 203, 263, 301, 306 und 314).
Es befand sich in privater Hand und gehörte Peter Teller, wie auch 11, 13.
Scholz (1794–1852) untersuchte nur den Text von Markus 1–4 und Johannes 5–8.
Der Kodex befindet sich zurzeit in der Bibliothèque nationale de France (Gr. 91) in Paris.